# Gosław (imię)
Gosław – staropolskie imię męskie; forma skrócona takich imion, jak Godzisław, Gorzysław lub Gościsław.
Gosław imieniny obchodzi 18 kwietnia, 1 grudnia, 27 grudnia i 29 grudnia.
Żeński odpowiednik: Gosława

## Miejscowości pochodzące od imienia
Od tego imienia pochodzą nazwy:
- dawnej miejscowości, a obecnie dzielnicy miasta Opola - Gosławic[1],
- Gosławy wsi w woj. opolskim[1].